# Élection présidentielle américaine de 1856 en Alabama
L'élection présidentielle américaine de 1856 en Alabama se déroule le 4 novembre 1856, dans le cadre de l'élection présidentielle de 1856. Elle voit la large victoire de l'ancien secrétaire d'État James Buchanan contre l'ancien président Millard Fillmore. Comme dans tous les États esclavagistes, John Charles Frémont n'est pas présent sur les bulletins de vote.

## Résultats
| Candidats        | Candidats                | Candidats       | Grands électeurs | Vote populaire | Vote populaire |
| À la présidence  | À la vice-présidence     | Parti           | Grands électeurs | Voix           | %              |
| ---------------- | ------------------------ | --------------- | ---------------- | -------------- | -------------- |
| James Buchanan   | John Cabell Breckinridge | Parti démocrate | 9                | 46 739         | 62,08          |
| Millard Fillmore | Andrew Jackson Donelson  | Parti américain | 0                | 28 552         | 37,92          |